# فلورا فینچ
فلورا فینچ (انگلیسی: Flora Finch؛ ‏ ۱۷ ژوئن ۱۸۶۷ – ۴ ژانویهٔ ۱۹۴۰) بازیگر اهل انگلستان بود. وی بین سال‌های ۱۹۰۸ تا ۱۹۳۹ میلادی فعالیت می‌کرد.

## بخشی از فیلم‌شناسی
- یک بوسه برای سیندرلا (۱۹۲۵)
- روابط همسر (۱۹۲۸)
- سان فرانسیسکو (۱۹۳۶)
- به‌سوی غرب (۱۹۳۷)
- زنان (۱۹۳۹)